# 創英ゼミナール
創英ゼミナール（そうえいゼミナール）は株式会社創英コーポレーションが運営する学習塾。

## 概要
神奈川県、東京都、埼玉県に合計163校を展開している個別指導塾である。
「夢見る力と大きな感動を」という理念の元、1999年に平塚市で創業した。

## 沿革
| 1999年 | (株)創英コーポレーション設立 平塚市南原に「創英ゼミナール南原校」開校    |
| 2000年 | 県央エリアに進出                                                         |
| 2009年 | 生徒数1000名突破                                                         |
| 2010年 | 相模原エリアに進出、教室数10校舎突破                                     |
| 2012年 | 本部を平塚市宝町「MNビル」へ移転、教室数20校舎突破                       |
| 2013年 | 創英ゼミナール横浜エリアへ進出                                           |
| 2015年 | 生徒数5000名突破、教室数60校舎突破                                       |
| 2016年 | 本部を横浜市西区みなとみらい「横浜ランドマークタワー」へ移転             |
| 2022年 | 創英ゼミナール東京エリア新規開校、非認知トレーニング講座【TanQゼミ】開講 |
| 2025年 | 埼玉県内を中心に展開する学習塾トーゼミ（株式会社マグマ）がグループイン   |

## 特徴

### 授業
- 対象学年は小1から高3まで。授業時間は通常期は1コマ60分、季節講習は1コマ90分である。
- 学校推薦型や総合型の入試を対策した『TanQゼミ』を開講しているのも特徴的である[4]。
- 中学生は個別指導以外にSS個別、高校生にはbasic,advanceという映像授業も提供している。

### イベント
- 理科実験教室や読書感想文の書き方レクチャー、定期テスト対策ゼミなども行っている[5]。

### 脱only受験
- 入試で培われるものの中で大切なのは学力ではなく、目標を達成する意思の強さや物事の取り組み方といった人間的な素養であるとし、同社のコンセプトとしている[2]。